# فورشتاين
فورشتاين (بالإنجليزية: Fürstein)‏ هو أحد جبال سلسلة جبال الألب إيمينتال وجزء من القمة الأم برينزير روثورن يقع في كانتون لوسيرن وكانتون أوبفالدن، سويسرا. يبلغ ارتفاع الجبل حوالي 2040 متر، بينما يبلغ ارتفاع نتوء الجبل 481 متر.